# Carol Hay
Carol Hay é uma filósofa e professora canadense da Universidade de Massachusetts Lowell. É conhecida por seus trabalhos sobre teoria feminista e ética.

## Carreira
O livro mais recente de Hay, Think Like a Feminist: The Philosophy Behind the Revolution (WW Norton & Co., 2020), foi chamado de "uma cartilha nítida e bem informada sobre teoria feminista" pela Publishers Weekly e "uma mistura vencedora de erudição e irreverência" pela Kirkus Reviews.
Seu trabalho acadêmico se concentra principalmente em questões de feminismo analítico, filosofia política e social liberal, estudos de opressão, ética kantiana e filosofia do sexo e do amor.
Seu livro de 2013, Kantianism, Liberalism, & Feminism: Resisting Oppression recebeu o Prêmio Gregory Kavka/UCI em Filosofia Política da American Philosophical Association em 2015.
Seu editorial de 2019 "Who Counts as a Woman?" recebeu o Prêmio Op-Ed de Filosofia Pública da American Philosophical Association.
A filosofia pública de Hay apareceu em publicações  como The New York Times, The Boston Globe, Aeon e IAI News.

## Obras
- Think Like a Feminist: The Philosophy Behind the Revolution . WW Norton, 2020
- Gross Violations. Rowman & Littlefield, 2018
- (2018). Resisting Oppression Revisited. Bloomsbury, 2018
- Macmillan Interdisciplinary Handbooks: Feminist Philosophy. Macmillan Reference USA, parte da Gale, Cengage Learning, 2017
- Philosophy of Feminism. Macmillan Reference USA, parte da Gale, Cengage Learning, 2016
- Kantianism, Liberalism, and Feminism: Resisting Oppression. Palgrave Macmillan, 2013